# Pont de la Timbach
Le pont de la Timbach est un monument historique situé à Sainte-Croix-aux-Mines, dans le département français du Haut-Rhin.

## Localisation
Ce bâtiment est situé rue de la Timbach à Sainte-Croix-aux-Mines.

## Historique
L'édifice fait l'objet d'une inscription au titre des monuments historiques depuis 2002.